# Buracona
Buracona é uma pequena baía no noroeste da ilha do Sal, em Cabo Verde. A baía fica a aproximadamente 5 km ao norte da vila Palmeira. A baía faz parte dos 5,45 km2 (2,10 sq mi) de paisagem protegida de Buracona-Ragona, que cobre a costa entre Palmeira e Ponta Preta, e a montanha Monte Leste (altitude de 269 metros).